# Veliki Crljeni
Veliki Crljeni (cyr. Велики Црљени) – wieś w Serbii, w mieście Belgrad, w gminie miejskiej Lazarevac. W 2011 roku liczyła 4318 mieszkańców.